# Centrale Ringvaart
Centrale Ringvaart is een stoom- en gascentrale van Luminus aan de Ringvaart in Gent. De elektriciteitscentrale is operationeel sinds 1997. Ze kan 365 MW elektriciteit leveren en wordt gekoeld door een luchtcondensor (koelwater noch koeltoren).

## Beschrijving
Ringvaart is een efficiënte single shaft eenheid waarbij een gasturbine (oorspronkelijk 225 MW) en een drietraps stoomturbine (125 MW) op één as gemonteerd zijn met de alternator. Het gecombineerd elektrisch vermogen – tegenwoordig 365 MWe – wordt gewonnen uit een warmtevermogen van 670 MWth. De warmte voor de stoomproductie komt van de gasturbine (General Electric Frame 9FA). Met de uitlaatgassen (circa 600 °C) worden drie opeenvolgende stoomgeneratoren opgewarmd voor drie gescheiden stoomcircuits (lage druk, middendruk, hoge druk).
Bij vollast loopt het rendement van de centrale tegen de 56%. De turbine verbruikt dan 48.000 kg aardgas per uur en 615 kg lucht per seconde (2003). Naast aardgas is er ook lichte stookolie aanwezig om continu bedrijf te waarborgen. Een aerocondensor zorgt voor koeling met lucht, waardoor de nadelen van een koeltoren vermeden worden (hoogbouw, damppluimen, onderhoud) en geen bijkomende thermische belasting wordt gelegd op de vaart. Omgevingslucht wordt door de massieve, horizontaal opgestelde condensor geblazen door 25 grote ventilatoren.
De centrale is via 150 kV- en 36 kV-posten verbonden met het Elianet.

## Geschiedenis
Initiatiefnemer voor de centrale was SPE, toen nog verenigd met Electrabel in CPTE. De vergunning werd bekomen in 1994 en de centrale was volledig operationeel in november 1997. De investering had omgerekend 210 miljoen euro gekost. Bij ingebruikname was de centrale state-of-the-art: ze hoorde bij de grootste STEG's van het moment, was flexibel en had een minimale omgevingsimpact (horizontale bouw, luchtkoeling, akoestische isolatie). Dankzij computeraansturing volstonden twee technici in de controlekamer. De centrale liep de eerste twee jaar continu en daarna als mid-load in aanvulling op de kerncentrales: typisch functioneerde ze overdag op volle kracht en 's nachts op halve kracht, terwijl ze in het weekend 36 uur stil lag.
Bij het opbreken van CPTE in 2003 kreeg SPE onder meer de door haar uitgebate Ringvaartcentrale in eigendom. Het vermogen evolueerde van 350 MW naar 357 MW (2011) naar 365 MW (2016). Bij de revisie van 2011 werd de uitstoot van stikstofoxiden met 30 procent verminderd. De upgrade van 2016 kostte 12 miljoen euro.

## Cijfers
| Jaar | Productie | CO2-uitstoot |
| ---- | --------- | ------------ |
| 2004 | 1,95 TWh  | 836.000 ton  |
| 2009 | 2,31 TWh  | 859.000 ton  |

## Voetnoten
1. ↑  Eric Jeffs, Generating Power at High Efficiency. Combined Cycle Technology for Sustainable Energy Production, 2008, p. 92. Gearchiveerd op 10 juni 2023.
2. ↑  Electrabel en SPE worden concurrenten, De Standaard, 1 maart 2003. Gearchiveerd op 26 oktober 2020.
3. ↑  EDF Luminus investeert in efficiëntie-verhoging centrale Gent Ringvaart, express.live, 15 december 2011
4. ↑  Energie in beweging. Duurzaamheidsrapport 2016 , EDF Luminus, 2017, p. 61
5. ↑  Ringvaart, Carbon Monitoring for Action (bezocht 10 december 2017)